# Reitzenstein (Adelsgeschlecht)

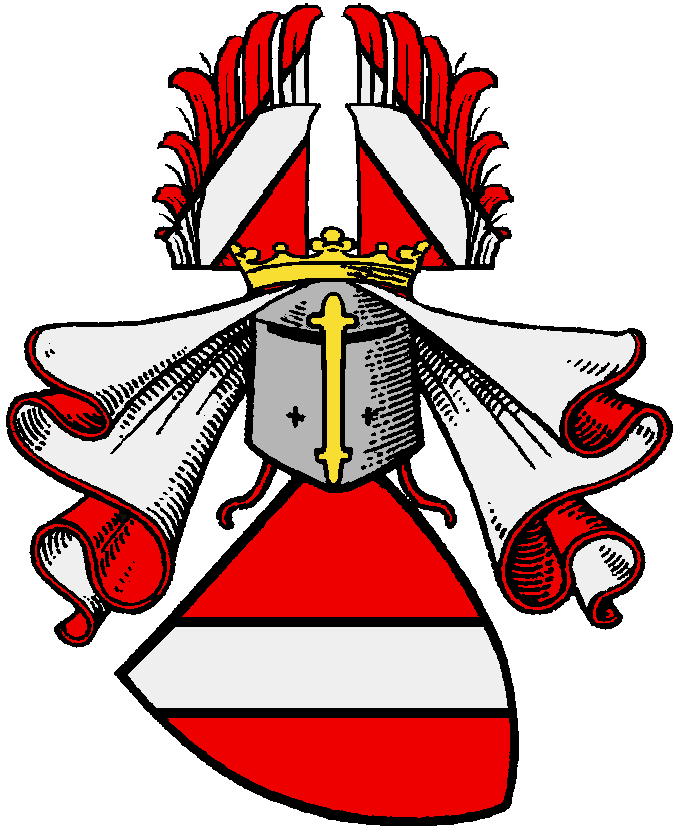
Wappen derer von Reitzenstein und der stammes- und wappenverwandten Geschlechter von Berg, von Epprechtstein, von der Grün, von Münchberg, von Radeck, von Sparnberg, Sack, von Stein, von Thoßfell, von Töpen und von Wildenstein

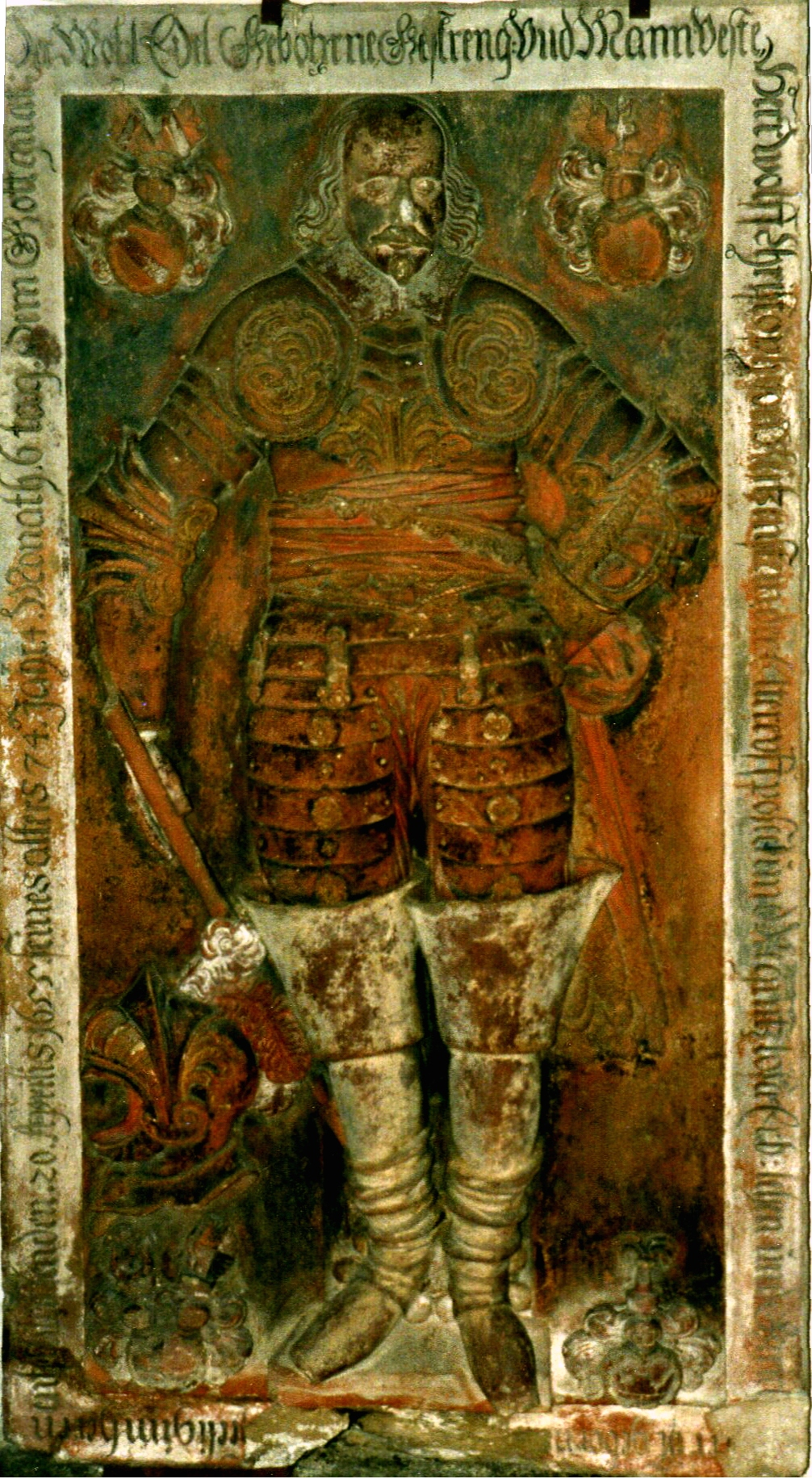
Reitzensteiner Epitaph in der Regnitzlosauer Kirche

Die Reitzenstein entstammen dem fränkischen Uradel. Sie erschienen erstmals 1318 urkundlich mit „Konrad von der Grün“, auf den auch die Stammreihe zurückgeht. Wie die Familien von Berg, von Epprechtstein, von der Grün, von Münchberg, von Radeck, von Sparnberg, von Stein, von Thoßfell, von Töpen und von Wildenstein gelten sie als eine sich nach ihrem Sitz nennende Linie des bereits 1091 erwähnten Ministerialengeschlechts Sack. All diese Familien sind daher stammes- und wappenverwandt.

## Geschichte

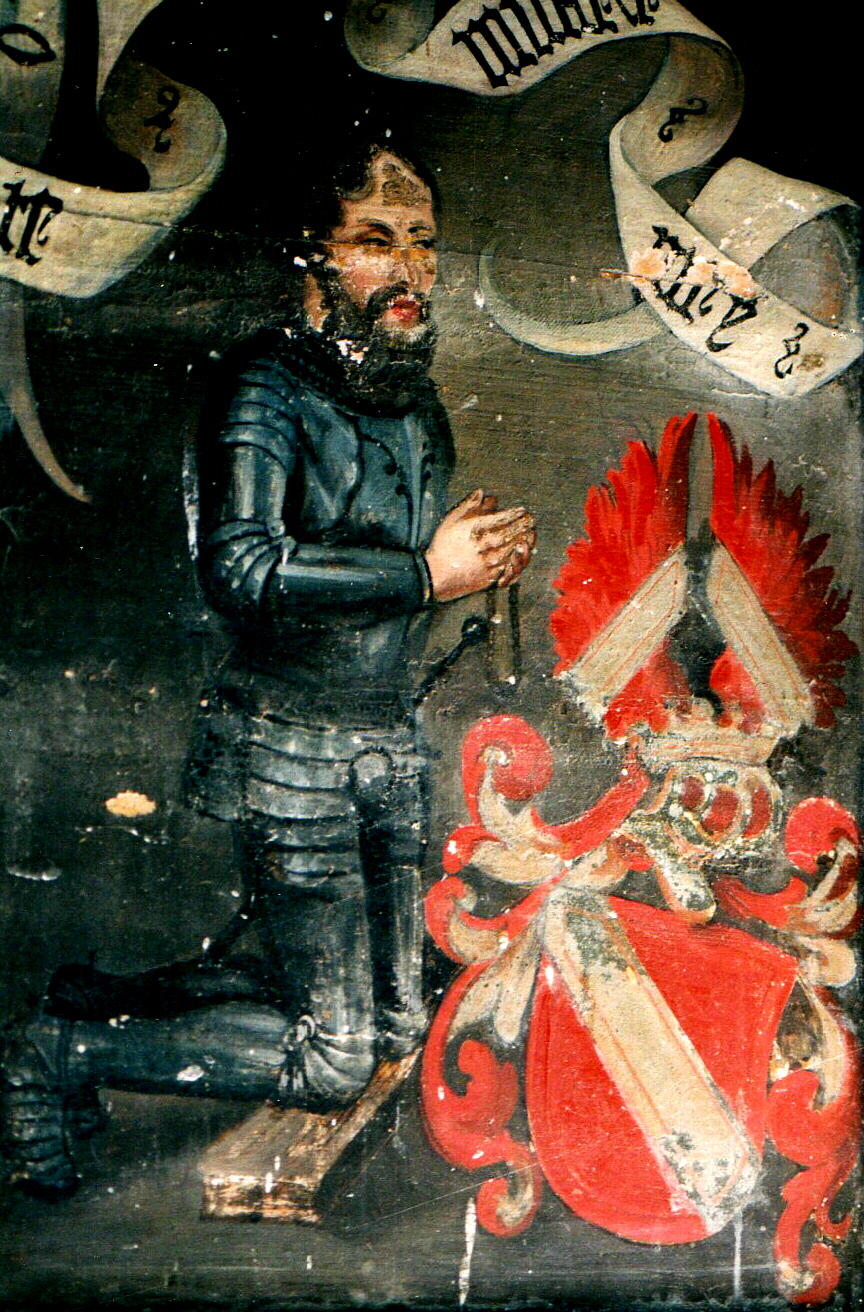
Reitzensteiner Ritter als Altarstifter in Sparnberg

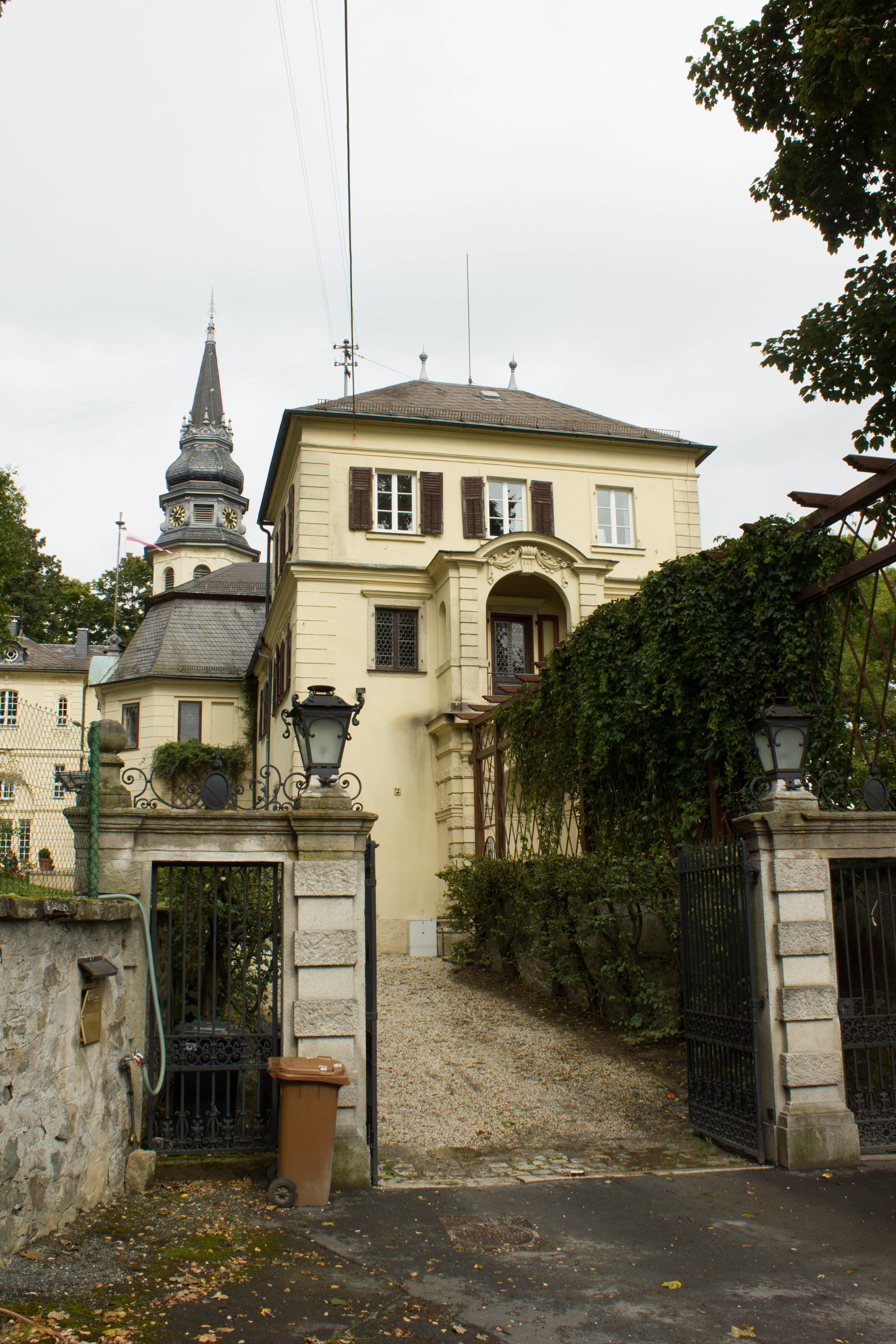
Schloss Reitzenstein

Konrads Sohn Chunrad von der Grün nannte sich bereits 1325 „Reichzenstein“ nach der ihm gehörenden, bereits um 1130 erbauten Veste Reitzenstein. Der Ort ist heute nach Issigau in Oberfranken eingemeindet.
Einige Zweige der Familie sind ausgestorben oder wurden durch die Grenzziehungen im 20. Jahrhundert vertrieben. Hierzu gehört der Familienzweig aus dem Ort Reitzenstein (polnisch Kolpion) im Landkreis Oststernberg in der Neumark.

### Orte namens Reitzenstein
- Reitzenstein im Landkreis Hof in Oberfranken
- Reitzenstein (polnisch Kolpion) im Landkreis Oststernberg in der Neumark

### Orte mit Bezug zu Reitzenstein

#### Mittelfranken
Burg Hoheneck, Bad Windsheim mit Grablege der Familie Reitzenstein in der Spitalkirche.

#### Oberfranken
Feilitzsch mit Gemeindeteil Münchenreuth, Gattendorf, Konradsreuth, Leupoldsgrün mit Gemeindeteil Hartungs, Neudrossenfeld, Niederfüllbach, Röslau, Schnarchenreuth, Schwarzenbach am Wald mit Gemeindeteil Schwarzenstein, Schwesendorf, Lippertsgrün.

#### Oberpfalz
Reuth bei Erbendorf, Stefling

#### Gebäude

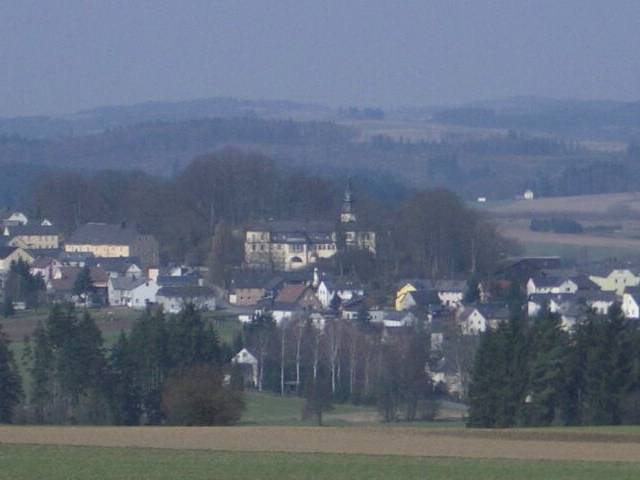
Reitzenstein in Oberfranken mit dem Schloss der Freiherren von Reitzenstein

Der heutige baden-württembergische Regierungssitz, der zwischen 1910 und 1913 für Baronin Helene von Reitzenstein erbaut wurde, ist die Villa Reitzenstein in Stuttgart.
In Bayreuth befand sich am heutigen Luitpoldplatz das dreigeschossige Reitzenstein-Palais, das zwischen 1761 und 1768 erbaut wurde und vom Architekten Carl von Gontard stammte. 1915 ging es in den Besitz der Stadt über. 1916 wurde ein Großteil der städtischen Ämter dorthin verlegt, sodass es als Rathaus fungierte (damaliges Neues Rathaus). Nach schwerer Beschädigung im Zweiten Weltkrieg wurde das Gebäude nach dem Krieg bis auf das Erdgeschoss abgetragen. 20 Jahre waren dort noch das Standesamt und das Fremdenverkehrsamt untergebracht. Die Reste des Gebäudes wurden 1966 abgerissen, um dort das heutige Neue Rathaus von Bayreuth zu errichten. Eine erhalten gebliebene Portikus-Säule des Palais ist im Innenhof des Historischen Museums Bayreuth aufgestellt.
Die deutschen Streitkräfte gaben Truppenunterkünften in Düsseldorf und Wesel den Namen Reitzenstein-Kaserne:
- Die 1937 erbaute Reitzenstein-Kaserne in Düsseldorf, die bis Ende des Jahres 2006 in Teilen noch von der Bundeswehr genutzt wurde, wurde ab 2010 zur Gartenstadt Reitzenstein mit Wohnbebauung aus- und umgebaut.[11][12]
- Auf dem Gelände der von 1900 bis 1902 für das 1. Westfälische Feldartillerie-Regiment Nr. 7 erbauten Reitzenstein-Kaserne in Wesel entstanden durch Umnutzung der vorhandenen Gebäude und Neubauten Wohnraum für Familien und ein Altenpflegeheim des Caritasverbandes.[13][14]

### Stämme, Linien und Äste
- Konrad von der Grün, genannt der Reitzensteiner (um 1325); Stammvater der Freiherren von Reitzenstein; Sohn von Konrad von der Grün (~1250 bis ~1324)

#### Stamm A (Blankenberg und Sparnberg)
- ist nicht in Bayern immatrikuliert

#### Stamm B (Schwarzenstein und Schwarzenbach am Wald)
- 1. Linie (Selbitz-Reuth)
  - 1. Ast (ev. u. kath.)
    - Wolf-Armin Freiherr von Reitzenstein (* 1940) ist Lehrbeauftragter für Namenkunde an der Universität München.
- 2. Linie (Hartungs)
  - Wolf Christoph Freiherr von Reitzenstein (um 1683)[4]
  - 1. Ast (ev.)
    - Konrad Freiherr von Reitzenstein (* 5. Juni 1913 in Augsburg; † 2003 in Reitzenstein), Herr auf Reitzenstein, letzter Kirchenpatron in Issigau[15]
    - Rupprecht Freiherr von Reitzenstein (* 27. November 1948 in Reitzenstein), Herr auf Reitzenstein, Landwirt und in der Deutschen Landwirtschafts-Gesellschaft aktiv

  - 2. Ast (ev.)
    - Alexander Freiherr von Reitzenstein (1904–1986), Kunsthistoriker und Direktor des Bayerischen Armeemuseums

  - 3. Ast – ist nicht in Bayern immatrikuliert
  - 4. Ast – ist nicht in Bayern immatrikuliert
- 3. Linie (Zoppaten) (ev.) – ist erloschen
  - Karl Bernhard von Reitzenstein (1809–1885), General im Dienste des Königs von Württemberg
  - Carl Friedrich Sigmund Felix Freiherr von Reitzenstein-Zoppaten (1848–1897), Rittmeister und Oberhofmeister der Königin Charlotte von Württemberg, sowie dessen Ehefrau Helene von Reitzenstein (1853–1944), Multimillionärin sowie Dame der Hofgesellschaft zu Zeiten des Königreichs Württemberg
- 4. Linie (Ältere Linie Ober-Schwarzenstein) (ev.) – nicht in Bayern immatrikuliert
- 5. Linie (Schwarzenbach am Wald)
  - 1. Ast (kath.)
  - 2. Ast (ev. und kath.)
- 6. Linie (Jüngere Linie Ober-Schwarzenstein) (ev. und kath.)
- 7. Linie (Unter-Schwarzenstein) (ev.)

#### Stamm C (Schönberg)

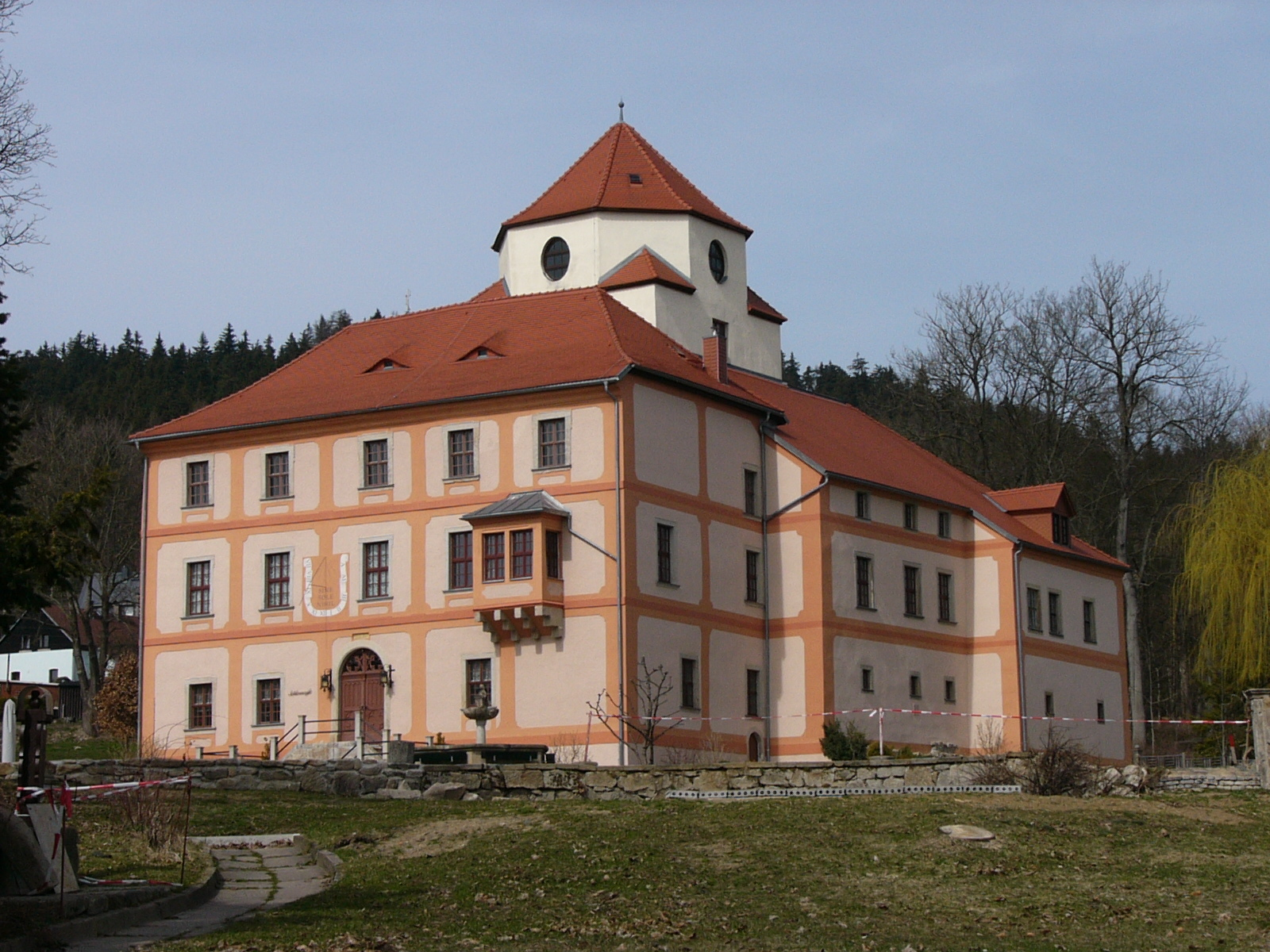
Schloss Schönberg (Vogtland), ca. 1490 bis 1945 im Besitz der Familie

- 1. Linie (Konradsreuth) – ist erloschen
- 2. Linie (Schönberg) – nicht in Bayern immatrikuliert
- 3. Linie (Regnitzlosau) (ev.)

#### Der Genealogie der „von Poseck“ entnommen
Anmerkung: „v. d. Grün“ und „v. Reitzenstein“ ohne Angabe des Ortes bitte in angegebener Quelle nachschlagen (sind hier nicht aufgeführt)
- Friedrich von Reitzenstein ao. 1499 zu Brambach
- Niclas von Reitzenstein ao. 1527 zu Zedlitz (Schlesien)

## Bekannte Familienmitglieder
Nach den Aufzeichnungen des Wilhelm Freiherr von Reitzenstein aus dem Jahre 1929 dienten seit der Einführung stehender Heere 250 Mitglieder der Familie als Offiziere; 25 von ihnen erreichten den Generalsrang. Die nachfolgenden Personen konnten bisher noch keiner Linie zugeordnet werden:
- Hieronymus von Reitzenstein OCist (* etwa 1420; † 1503), Zisterzienser und Weihbischof in Bamberg
- Karl Erdmann von Reitzenstein (1722–1789), preußischer Generalmajor und Chef des Dragonerregiments Nr. 12
- Christoph Ludwig Rudolph von Reitzenstein (1736–1796), preußischer Generalmajor, zuvor Chef des Jägerkorps Ansbach-Bayreuth
- Heinrich August Friedrich von Reitzenstein (1747–1823), preußischer Generalmajor

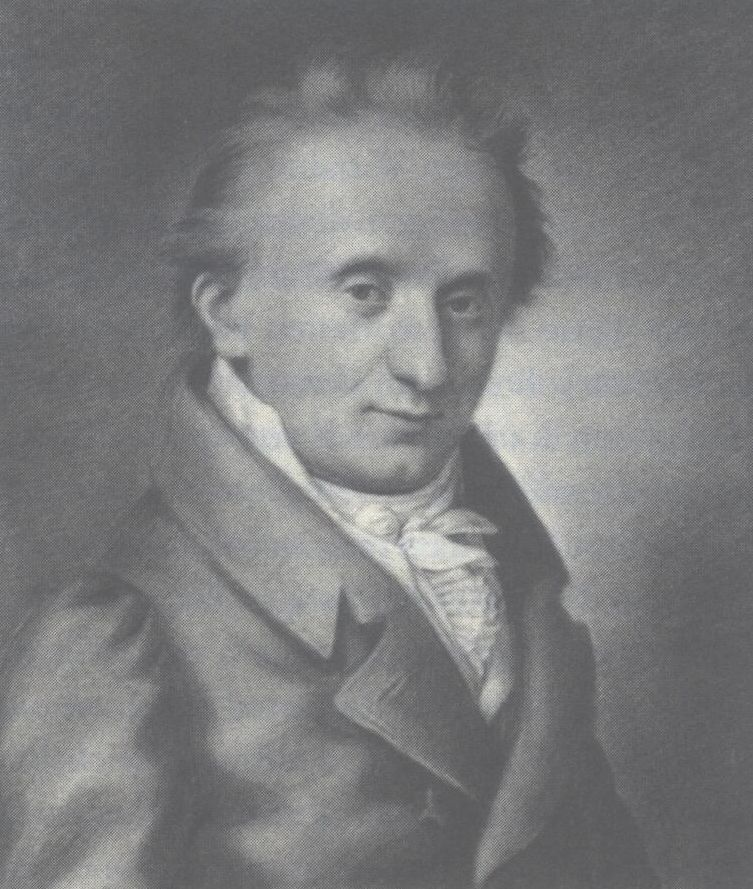
Sigismund von Reitzenstein

- Friederike von Reitzenstein (1748–1819) (geb. von Spitznas), Schriftstellerin
- Sigismund Freiherr von Reitzenstein (1766–1847), badischer Diplomat und Politiker
- Karl von Reitzenstein (* vor 1792; † nach 1795), deutscher Dramatiker
- Karl von Reitzenstein (1793–1846), preußischer Generalmajor
- Heinrich von Reitzenstein (1796–1865), preußischer General der Infanterie, 1858 Gouverneur der Bundesfestung Mainz
- Karl von Reitzenstein (1797–1878), preußischer Generalleutnant
- Karl Bernhard von Reitzenstein (1809–1885), württembergischer Generalleutnant
- Wilhelm August von Reitzenstein (1815–1864), hannoverischer Offizier und Diplomat
- Egmont von Reitzenstein (1819–1900), preußischer Generalmajor
- Robert von Reitzenstein (1821–1902), Jurist und preußischer Landrat des Kreises Recklinghausen
- Karl von Reitzenstein (1823–1874), deutscher Historiker und Kustos
- Friedrich Albrecht Karl Johann von Reitzenstein (1834–1897), Verwaltungsjurist und Bezirkspräsident in Metz, Bezirk Lothringen
- Franziska von Reitzenstein (1834–1896), geborene von Nyß, Romanschriftstellerin unter dem Pseudonym Franz von Nemmersdorf
- Ferdinand von Reitzenstein (1838–1905), Mitglied des Deutschen Reichstags
- Erdmann von Reitzenstein (1844–1922), preußischer Generalleutnant, Mitglied des preußischen Abgeordnetenhauses
- Werner Christoph Freiherr von Reitzenstein (1848–1935), königlich sächsischer außerordentlicher Gesandter und bevollmächtigter Minister
- Marie von Reitzenstein (1854–1894), Schriftstellerin
- Maximilian Gustav Freiherr von Reitzenstein (1859–1936), preußischer Generalleutnant[17]
- Wilhelm von Reitzenstein (1865–1935), deutscher Generalleutnant
- Karl Egon von Reitzenstein (1873–1924), deutscher Politiker, Mitglied des Preußischen Abgeordnetenhauses und des Schlesischen Sejms (1922–1924)
- Ferdinand Freiherr von Reitzenstein (1876–1929), Kulturwissenschaftler und Sexualethnologe am Völkerkundemuseum Berlin und am Hygienemuseum Dresden
- Hans Joachim von Reitzenstein (1881–1935), deutscher Schriftsteller, schrieb u. a. ein Buch über seine Jugendjahre in einem preußischen Kadettenkorps
- Friedrich von Reitzenstein (1888–1969), deutscher SS-Standartenführer
- Alexander von Reitzenstein (1904–1986), deutscher Kunsthistoriker und Direktor des Bayerischen Armeemuseums
- Hans-Albin Freiherr von Reitzenstein (1911–1943), deutscher Offizier der Waffen-SS
- Ferdinand von Reitzenstein (1930–2013), Maler und Zeichner in Kassel
- Wolf-Arnim von Reitzenstein (* 1940), Philologe und Historiker

## Wappen
| Wappen derer von Reitzenstein |
| Das Wappen zeigt einen silbernen Schrägrechtsbalken auf rotem Grund. Auf dem Helm mit rot-silbernen Decken steht ein offener roter Flug, rechts mit einem silbernen Schrägrechts-, links mit einem silbernen Schräglinksbalken belegt. |

Der Schrägbalken findet sich als Element des heutigen Gemeindewappens von Konradsreuth, Regnitzlosau und Reuth bei Erbendorf wieder, die Flügel sind Bestandteil des Wappens von Issigau. Das Wappen der ehemaligen Gemeinde Marxgrün erinnert ebenfalls an die Familie.

Wappen von Issigau, Gemeinde des Stammsitzes Reitzenstein
Wappen der Gemeinde Konradsreuth
Wappen der Gemeinde Regnitzlosau
Wappen der Gemeinde Reuth bei Erbendorf

Historische Wappenbilder
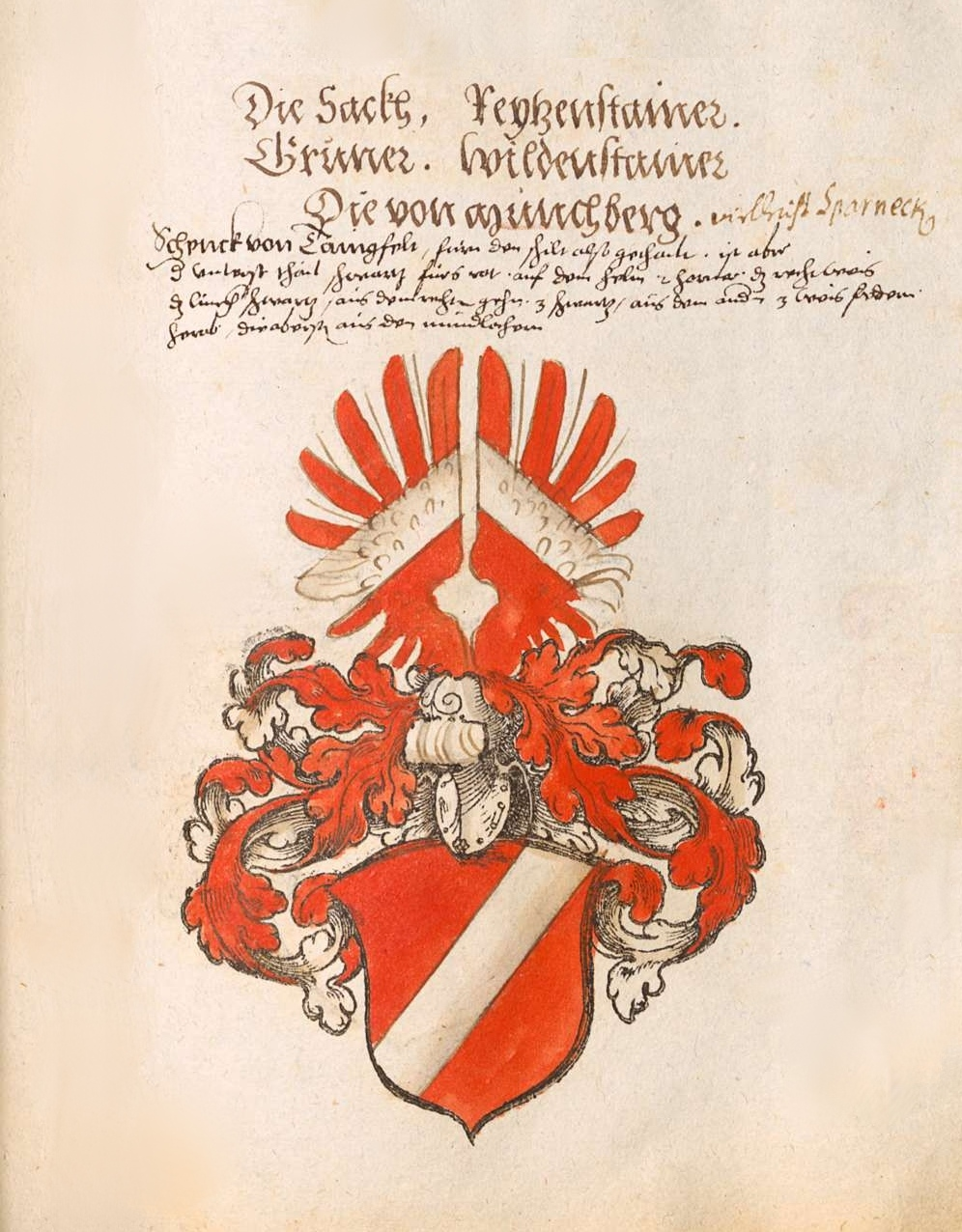
Darstellung im Wappenbuch des Heiligen Römischen Reiches von Stephan Brechtel (Mitte 16. Jh.)
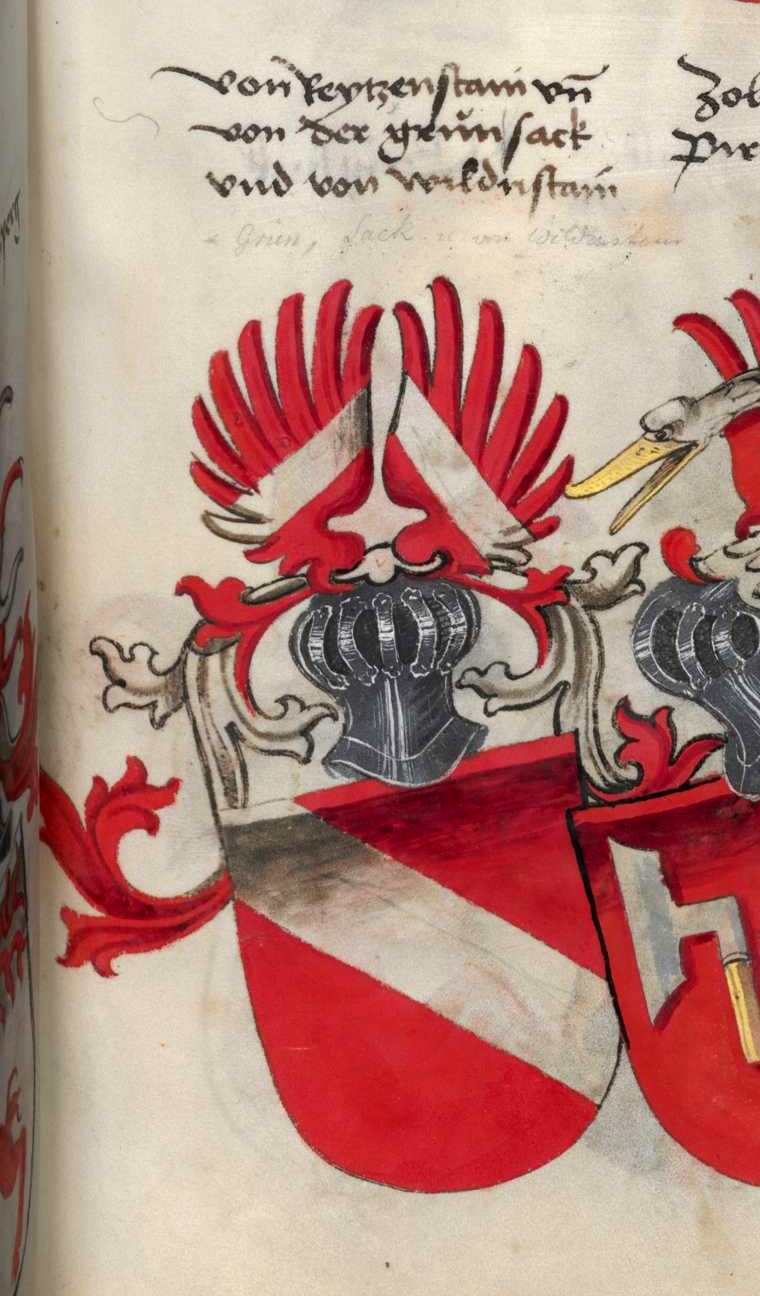
Darstellung im Wappenbuch des Conrad Grünenberg (1483)
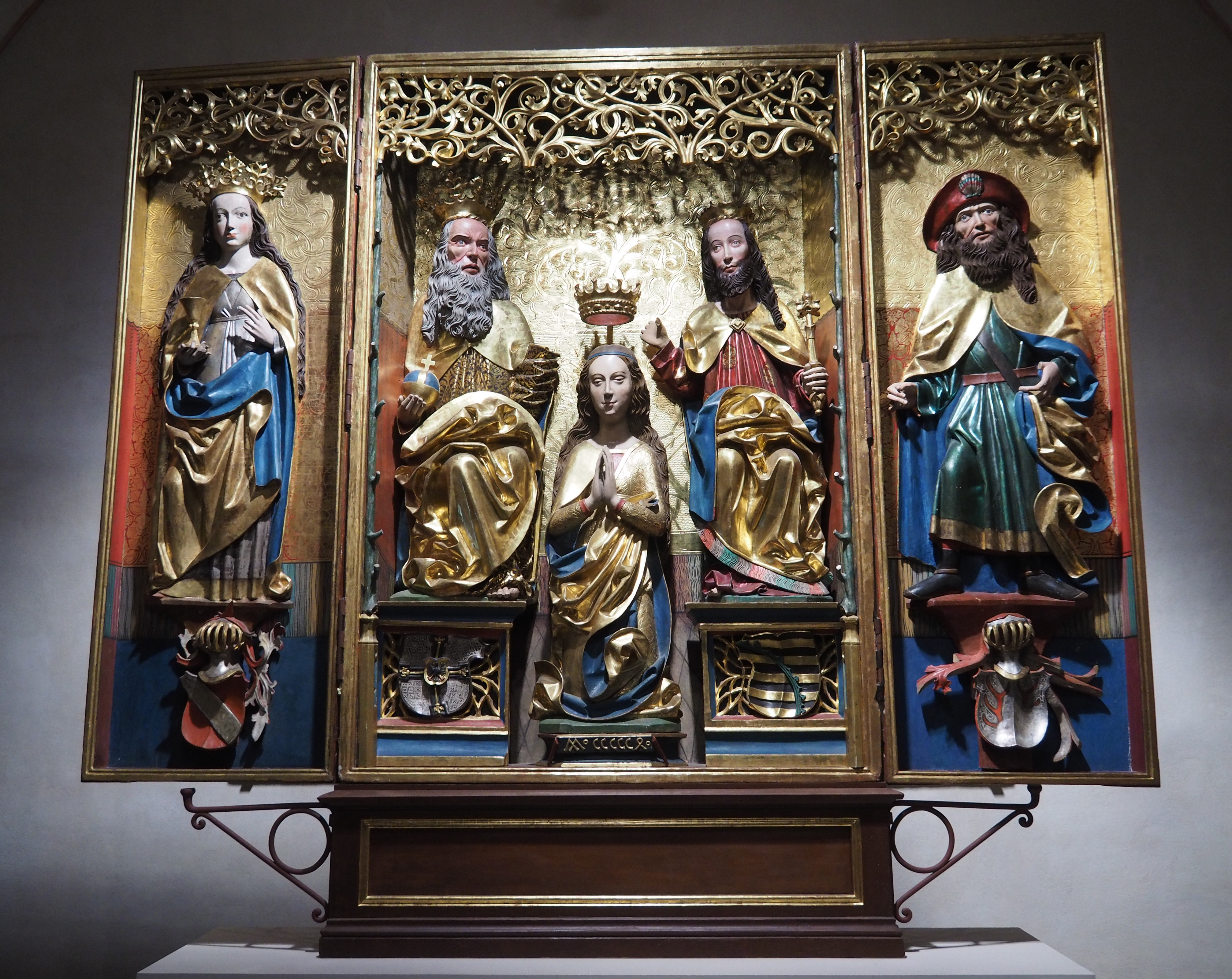
Wappen des Dietrich von Reitzenstein (unten links) auf dem Triptychon in der Marienburg (1505)